# 1946-os magyar vívóbajnokság
Az 1946-os magyar vívóbajnokság a negyvenegyedik magyar bajnokság volt. A férfi tőrbajnokságot június 16-án rendezték meg Budapesten, a Barátság Eötvös utcai vívótermében, a párbajtőrbajnokságot július 14-én Budapesten, a Barátság Eötvös utcai vívótermében, a kardbajnokságot június 23-án Budapesten, a Barátság Eötvös utcai vívótermében, a női tőrbajnokságot pedig március 31-én Budapesten, a BEAC Semmelweis utcai vívótermében.

## Eredmények
| Versenyszám          | Arany                                      | Arany | Ezüst                                | Ezüst | Bronz                            | Bronz |
| -------------------- | ------------------------------------------ | ----- | ------------------------------------ | ----- | -------------------------------- | ----- |
| Férfi tőrvívás       | Dunay Pál Barátság VE                      |       | Gerevich Aladár Toldi Miklós SE      |       | dr. Bay Béla BEAC                |       |
| Férfi párbajtőrvívás | dr. Berzsenyi Barnabás Közalkalmazottak SE |       | Dunay Pál Barátság VE                |       | dr. Rerrich Béla Toldi Miklós SE |       |
| Férfi kardvívás      | Gerevich Aladár Toldi Miklós SE            |       | Rajcsányi László Barátság VE         |       | László Deli MAFC                 |       |
| Női tőrvívás         | Elek Ilona Közalkalmazottak SE             |       | Nyári Magda Testnevelési Főiskola SE |       | Zsabka Magda Közalkalmazottak SE |       |